# Pollenia pediculata
Pollenia pediculata är en tvåvingeart som först beskrevs av Macquart 1834.  Pollenia pediculata ingår i släktet vindsflugor, och familjen spyflugor.
Artens utbredningsområde är Frankrike. Arten är reproducerande i Sverige. Inga underarter finns listade i Catalogue of Life.